# Anna Toledo
Anna Toledo (Curitiba, 19 de janeiro de 1970) é uma atriz, cantora e compositora brasileira. e dramaturga
natural de Curitiba, iniciou sua carreira no teatro. Em 1988, estreou profissionalmente como atriz na peça "O refletor", de Jonathan Kaplan, inspirada na obra de Bertolt Brecht e Kurt Weill, encenada no Teatro Dulcina (RJ), sob a direção de Marcelo Marchioro. 
Estudou canto lírico com Francisco Frias, na Escola de Música de Brasília, e com Neyde Thomas, em Curitiba, na Faculdade de Musica e Belas Artes. Cursou a Berklee College of Music, em Boston, onde estudou com Gabrielle Goodman e Bob Stoloff.  
Em 1995, passou a atuar como cantora no grupo Vocal Brasileirão, sob a direção do maestro Marcos Leite. Com o conjunto, gravou um disco e fez várias apresentações em Curitiba e pelo interior do Paraná.
Trabalhou com vários estilos musicais, tendo atuado como solista nas óperas "A Flauta Mágica" e "Don Giovanni", ambas de W. A. Mozart. Fez turnês cantando música medieval e canções do início do século XX.
Foi cantora da banda curitibana de jazz Original Jazz Combo, com a qual gravou um CD em 2000.
Como cantora erudita, gravou quatro faixas do disco "Sonatas e Austrais", do compositor Harry Crowl, todas sobre poemas de Cruz e Souza. Em 2001, lançou seu primeiro CD solo, "Viva!".  Em 2005, lançou o segundo CD "Frescura". Após dois discos com músicas inéditas, lançou em 2012, o CD "Meu Coração É..." com regravações de sambas-canções clássicos. 
No teatro, integrou o elenco dos musicais "O Beijo da Mulher Aranha" (2001), "A Bela e a fera" (2002/2003), “O Fantasma da Opera” (2004/2005), “My Fair Lady” (2007), "A Noviça Rebelde (2009)", "Godspell" (2012/13) e "Vingança" (2013/14).
Anna Toledo estreou como autora teatral com a peça "Vingança"", um musical inspirado na obra do compositor Lupicínio Rodrigues. Em 2015, estreou seu projeto seguinte como autora, o musical "Nuvem de Lágrimas", inspirado na obra "Orgulho e Preconceito", de Jane Austen, adaptado para o interior do Brasil, com canções de Chitãozinho & Xororó. Em 2016 escreveu o musical juvenil Divas, estrelado por Luiza Possi e Jeniffer Nascimento, com canções pop internacionais. Em 2019 estreia a comedia musical Conserto Para Dois, texto de Anna Toledo estrelado por Claudia Raia e Jarbas Homem de Mello, onde Anna também assina a co-autoria das canções, juntamente com Tony Lucchesi e Thiago Gimenes.

## Teatro
- Cabaret (2024) - Teatro Santander (SP)
- Dogville (2018-19) - Teatro Clara Nunes (RJ) e Teatro Porto Seguro (SP)
- As Duas Mortes de Roger Casement (2018- 19) - NUI Galway, Irlanda e Viga Espaço Cênico, SP
- Hotel Mariana (2017 - 2019) SESC Vila Mariana (SP) e outros
- Lembro Todo Dia de Você (2017-2019) CCBB SP e outros
- Chet Baker Apenas Um Sopro (2016-19) - CCBB SP, CCBB BH, CCBB RJ e outros
- Barbaridade (2015) - Teatro Sergio Cardoso - SP
- Vingança (2013/14) - Teatro CCBB - Sao Paulo
- Godspell (2012/13) - Teatro Commune
- A Noviça Rebelde (2009) - Teatro Alfa Real e Teatro Sérgio Cardoso
- My Fair Lady (2007) - Teatro Alfa Real
- O Fantasma da Ópera (2005/6) - Teatro Abril
- Cole Porter – Ele Nunca Disse Que Me Amava (2004) - Teatro Jardel Filho (atual Teatro Brigadeiro)
- Palavras de Mulher (2003/4) - Teatro Folha
- A Bela e a Fera (2003-2002) - Teatro Abril (atual Teatro Renault)
- O Beijo da Mulher Aranha (2001) -  Teatro Jardel Filho (atual Teatro Brigadeiro)
- Cabaret Bertolt/Anna Toledo canta Kurt Weill (1997) - Novelas Curitibanas (PR)
- Improváveis Canções (1996) - Teatro Guaíra
- A Cigarra e a Formiga (1996) - Teatro Paiol e Teatro Guaíra
- Os Três Mosqueteiros (1995)
- O Auto do Mundo (1995)
- A Ópera dos Três Vinténs (1994) - Teatro Guaíra
- O Refletor (1988) - Teatro Guaíra (PR) e Teatro Dulcina (RJ)

## Autora
- Tarsila, a Brasileira (2024) - texto e letras de Anna Toledo e José Possi Neto - estrelado por Claudia Raia e Jarbas Homem de Mello - Teatro Santander (SP)
- Conserto Para Dois[8]  (2020) - texto e letras das canções - estrelado por Claudia Raia e Jarbas Homem de Mello - Teatro Tivoli (Lisboa, Portugal) e outros
- Divas o musical (2016) - texto - Teatro Procópio Ferreira (SP) e Teatro Riachuelo (RJ)
- Nuvem de Lágrimas (2015) - texto - Teatro Bradesco (SP), Teatro Oi Casagrande (RJ) e outros
- Vingança o musical (2013-14) - texto - CCBB SP e outros

## Discografia
| Ano  | Titulo                                                              | Notas                           |
| ---- | ------------------------------------------------------------------- | ------------------------------- |
| 1997 | Vocal Brasileirão                                                   | grupo vocal                     |
| 1998 | Sonatas e Austrais                                                  | cantora convidada               |
| 2000 | Original Jazz Combo                                                 | cantora                         |
| 2001 | Soulution Orchestra                                                 | cantora convidada               |
| 2001 | Viva!                                                               | cantora, compositora, produtora |
| 2005 | Frescura                                                            | cantora, compositora, produtora |
| 2012 | Meu Coração É...                                                    | cantora, produtora              |
| 2014 | Vingança - o Musical - Trilha Sonora Original                       | cantora, produtora              |
| 2019 | Lembro Todo Dia de Você - Trilha Sonora Original[carece de fontes?] | cantora                         |